# Zementfliese

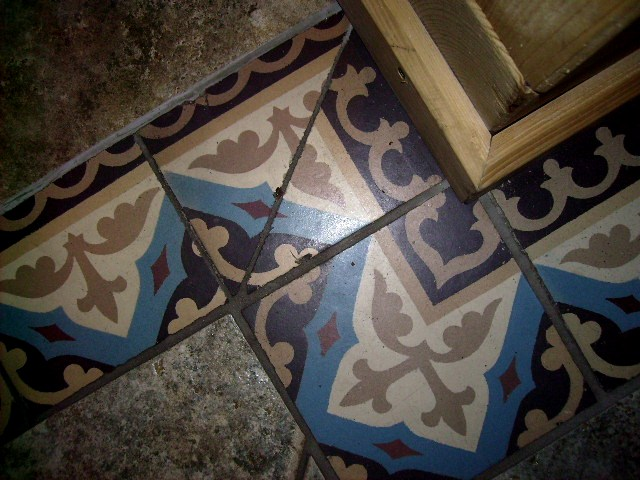
Zementfliesen

Die Zementfliese ist eine Sonderform des Betonwerksteins. Zementfliesen sind ein historischer Baustoff zur Gestaltung von Böden und Wänden, die traditionell insbesondere in Frankreich und dem Mittelmeerraum verwendet wurden und sich auch heute noch in städtischen und ländlichen Anwesen sowie Sakralbauten vor allem in den Ländern des westlichen Mittelmeeres (z. B. Spanien und Marokko) finden.

## Ursprung

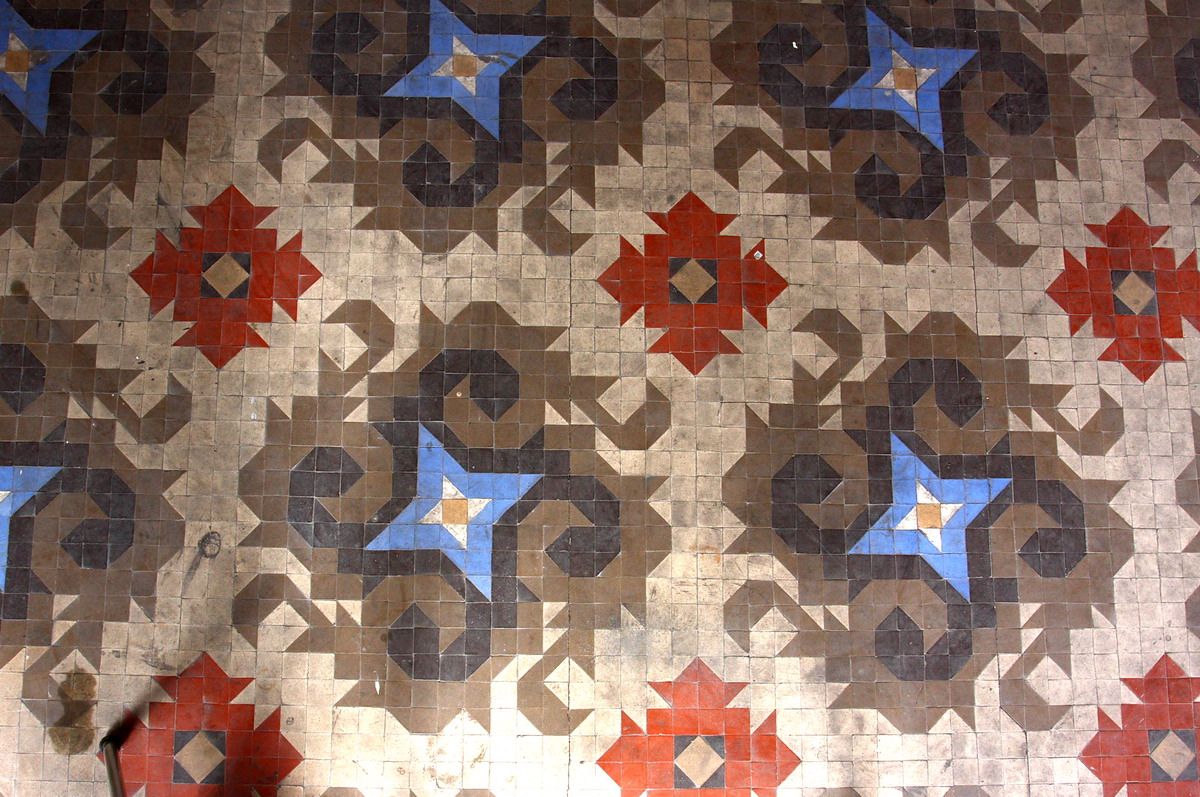
Zementfliesenbelag des katalanischen Modernismus, casa Burés, Barcelona

Der Entwicklungsprozess der Zementfliesen ist nicht abschließend geklärt. Möglicherweise haben sie Wurzeln in der Antike. Im 19. Jahrhundert fanden sie große Verbreitung besonders auch im katalanischen Modernismus.
Auch deutsche Baumeister aus der Zeit des Jugendstils und der Gründerzeit verwendeten Zementfliesen. Zurzeit erleben sie eine Renaissance im Neubau, aber auch bei Sanierung und Renovierung historischer Bausubstanz, da durch den individuellen handwerklichen Prozess auch vorhandene historische Fliesen nachgemacht und ergänzt werden können.

## Eigenschaften
Zementfliesen sind mineralisch gebundene, meist unglasierte Boden- und Wandbeläge, die überwiegend in einem handwerklichen Pressverfahren hergestellt werden.
Sie haben eine offenporige, matte Oberfläche und können in hoher Farbtiefe hergestellt werden.
Zementfliesen gibt es einfarbig, mit ornamentalen Mustern, speziellen Motiven und Metalleinlegern (z. B. aus Messing). In Gegensatz zum gleichmäßigen Erscheinungsbild moderner Keramikfliesen besitzen Zementfliesen aus handwerklicher Fertigung eine natürlichere Haptik und zeigen oft leichte Unregelmäßigkeiten und Farbspiele. Bei Zementfliesen mit Motiven sind die Übergänge zwischen den Farbfeldern häufig weich.
Zementfliesen bestehen aus Zement, Gesteinsmehl (oft Marmormehl) und Pigmenten. Bedingt durch Material und Herstellungsweise weist die Oberfläche heute ebenso wie zur Einführung der Zementfliesen um 1900 in der Regel feine Farbnuancen und lebendige Strukturen auf.
Zementfliesen sollten zur Vermeidung von Verformungen oder Spannungen trocken und vollständig ausgehärtet verlegt werden. Anschließend kann die Oberfläche geölt oder auf andere Weise imprägniert sowie gewachst werden, um die Fliesen unempfindlich gegenüber Flecken und Schmutz zu machen. In bestimmten Anwendungsfällen empfiehlt sich eine Imprägnierung bereits vor dem Verlegen, etwa zum Schutz vor Zementschleiern oder Kleberrückständen.
Zementfliesen werden nicht gebrannt, sondern luftgetrocknet.
Glasierte Zementfliesen können zu Krakeleerissbildungen neigen. Die feinen Risse treten oft erst nach der Verlegung auf.

## Herstellung

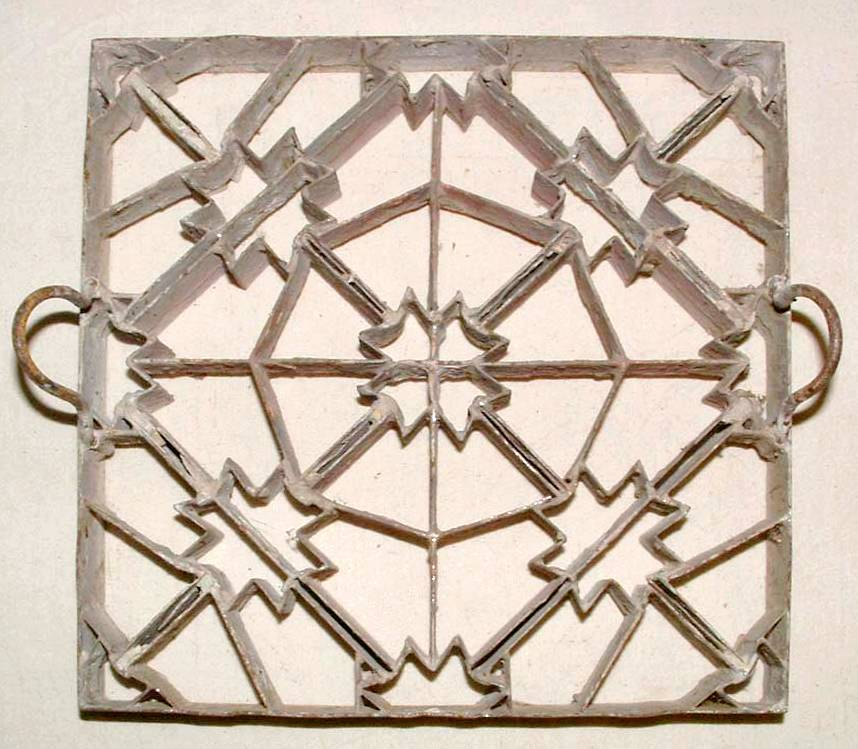
Metallform, Frankreich 1920

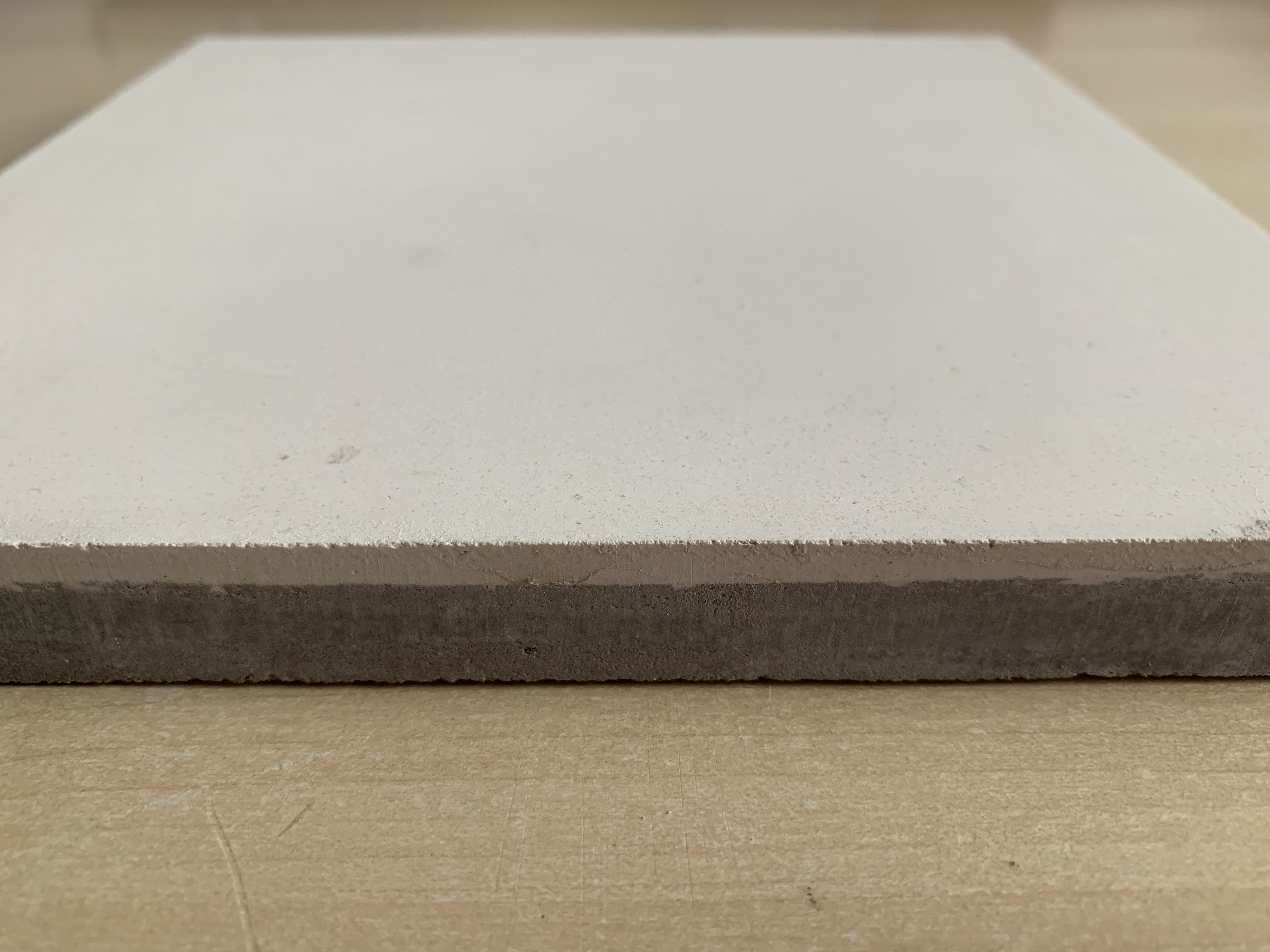
Zweischichtiger Aufbau der Zementfliese. Oben die wenige Millimeter dicke, hier weiße Dekor- bzw. Nutzschicht, unten die deutlich dickere Tragbetonschicht.

Zementfliesen werden gepresst, um Luft aus der Mörtelmasse zu entfernen. Die Füllung der Formen geschieht oft noch in Handarbeit. Die Erhärtung beruht auf einer zementären Bindung. Im Gegensatz zu keramischen Fliesen erfolgt kein Brennprozess.
Ein typischer Fertigungsprozess von Motivfliesen:
1. Das Motiv wird als Metallgitter ausgearbeitet, welches Trennlinien zwischen den Farbfeldern bildet.
2. Das Metallgitter wird in einen robusten Stahlrahmen eingelegt.
3. Die einzelnen Felder werden mit verschiedenfarbigen, flüssigen Mischungen aus Zement oder anderen hydraulischen Bindemitteln, Pigmenten und feiner Gesteinskörnung (Gesteinsmehl, Marmorstaub) gefüllt.
4. Das Metallgitter wird herausgehoben. Wenn die flüssige Masse dabei ineinanderläuft, können sich weiche Übergänge zwischen den Farbfeldern bilden.
5. Die eingefärbte Nutzschicht der Fliese wird (auf der späteren Rückseite) mit trockenem Mörtelpulver bestreut und mehrere Millimeter überdeckt.
6. Beim anschließenden Pressen wird das Mörtelgemisch verdichtet. Das Wasser zieht aus der Dekormischung in den gröberen Tragbeton. Durch das Pressen und den niedrigen Wasser-Zement-Wert entsteht eine robuste, porenarme Fliese mit einer widerstandsfähigen Oberfläche.
7. Die Fliese wird aus der Form gelöst und zur Aushärtung des Zements und zur Trocknung mehrere Wochen gelagert. Um dem Risiko eines zu geringen Wasseranteils während der Aushärtung zu begegnen, können die Fliesen anfänglich feucht gelagert oder angefeuchtet werden.